# Hip hop argelino
La cultura del hip-hop en Argelia (الراب الجزائري al-rāb al-ŷazaʾiri) surgió a fines de los años 1980, en un contexto político y social muy difícil que favorece su aparición y le permite encontrar un público al mismo tiempo joven, curioso y ansioso por la apertura musical. Influido por sus homólogos estadounidenses y franceses, el rap argelino se interpreta en diferentes idiomas: árabe, cabila, francés e inglés.

## Historia

### 1990
El hip-hop argelino es, junto con el hip-hop marroquí, uno de los primeros movimientos del hip-hop en surgir en el Magreb. El hip-hop surgió a principios de los años 90 en Argelia, en un momento marcado por el caos social y la violencia islamista. Las primeras bandas de hip-hop argelinas emergen en este período, como Hamma Boys, Intik (formado en 1988), The Micro Breaks the Silence (MBS, formado en 1993) y T.O.X. que se hizo popular a finales de la década de 1990. Por ejemplo, T.O.X se formó en 1996 durante la guerra civil argelina. Los medios, en paralelo, comienzan a interesarse por este nuevo estilo musical. Los artículos de prensa se multiplican y las apariciones de radio y televisión se vinculan entre sí más que algunas editoriales que se arriesgan a producir algunos grupos y organizan conciertos y festivales en toda Argelia. Este clima favorece la aparición de varios grupos como Karim ElGang, K2C y LAX.
En 1997, durante un concierto, el rapero Lotfi Double Kanon es interrumpido por la policía, animando así las tensiones. Tras el éxito de la compilación Algerap publicada en Francia, el rap argelino se hace famoso en el extranjero gracias a los grupos MBS e Intik que firmaron respectivamente en Universal y Sony en 1999. Esta aventura tuvo un éxito mixto con el público francés. Quien no entendió muy bien sus palabras. Otra compilación, Wahrap, esta vez nace Oranaise, pero pasa casi desapercibida debido a su mala distribución.

### 2000
Dark Man, cuyo nombre real es Youssef Seddas, el exlíder de Intik, abandona el grupo y se embarca en una carrera en solitario bajo el seudónimo de Youss. El rap argelino entra entonces en un período de calma entre 2001 y 2004, antes de resurgir a partir de 2005 con la aparición de varios blogs y sitios web dedicados al rap argelino, de los cuales el más conocido en ese momento es el rap-argelino. .com (en línea de 2005 a 2009) administrado por Mehdi.B. Entre los nombres de la nueva escena del rap argelino emergente es citado Karim ElGang, Mamooth/AMH, TaaRyk TK, ZED/Beton Bled, Azpak, BLACK HEART, Fugi, Mehdi Rapace, Imohar (ex-Talisman), Abrazax, FFA, JMB, Aissa La Banda 16, etc.
El movimiento de rap argelino todavía está muy marginado por las autoridades públicas y los diversos medios de comunicación que se han vuelto inaccesibles, a excepción de los raperos Lotfi Double Kanon (DK) y Reda City 16, que gozan de gran popularidad. Entonces, es el turno de la nueva generación para ganar. Un grupo de raperos, De diferentes barrios, se reúnen en Bejaia y planean hacer lo que llaman "rap real", para representar a la "costa este" argelina (Annaba, Constantine, Bejaia ...) además de hacer un rap comprometido con diferentes estilos de música.

### 2010
En 2011, el rap vio la aparición de una "nueva generación", los raperos empezaron a tocar el mercado de la música argelina. Entre ellos incluyen DMF Blidian Thugz, Dirty16Prod, Intik Prod C4rys, Resistencia Zenka, en el EX (Libertad de Expresión) Freekence, Yakuza, Sector 7, y la revolución Zenka y la tripulación del Sur al sur de Argelia. Hoy. El Rap en Argelia comienza a "sentirse cómodo" . Ahora se conocen grupos en YouTube, Facebook y el mercado negro.
En 2013, Djamel-Eddine Elbey (MC Majhoul) lanzó su primer álbum de trece canciones, titulado Couloir noir. En este momento, se convirtió en un nuevo fenómeno del hip-hop argelino. En 2017, el artista Flenn lanza un nuevo single, Dlam Lil, en colaboración con la cantante Yousra Boudah, de su álbum Ma Cabine, cuyo clip atrae a millones de visitas en YouTube.